# Piazza Venezia

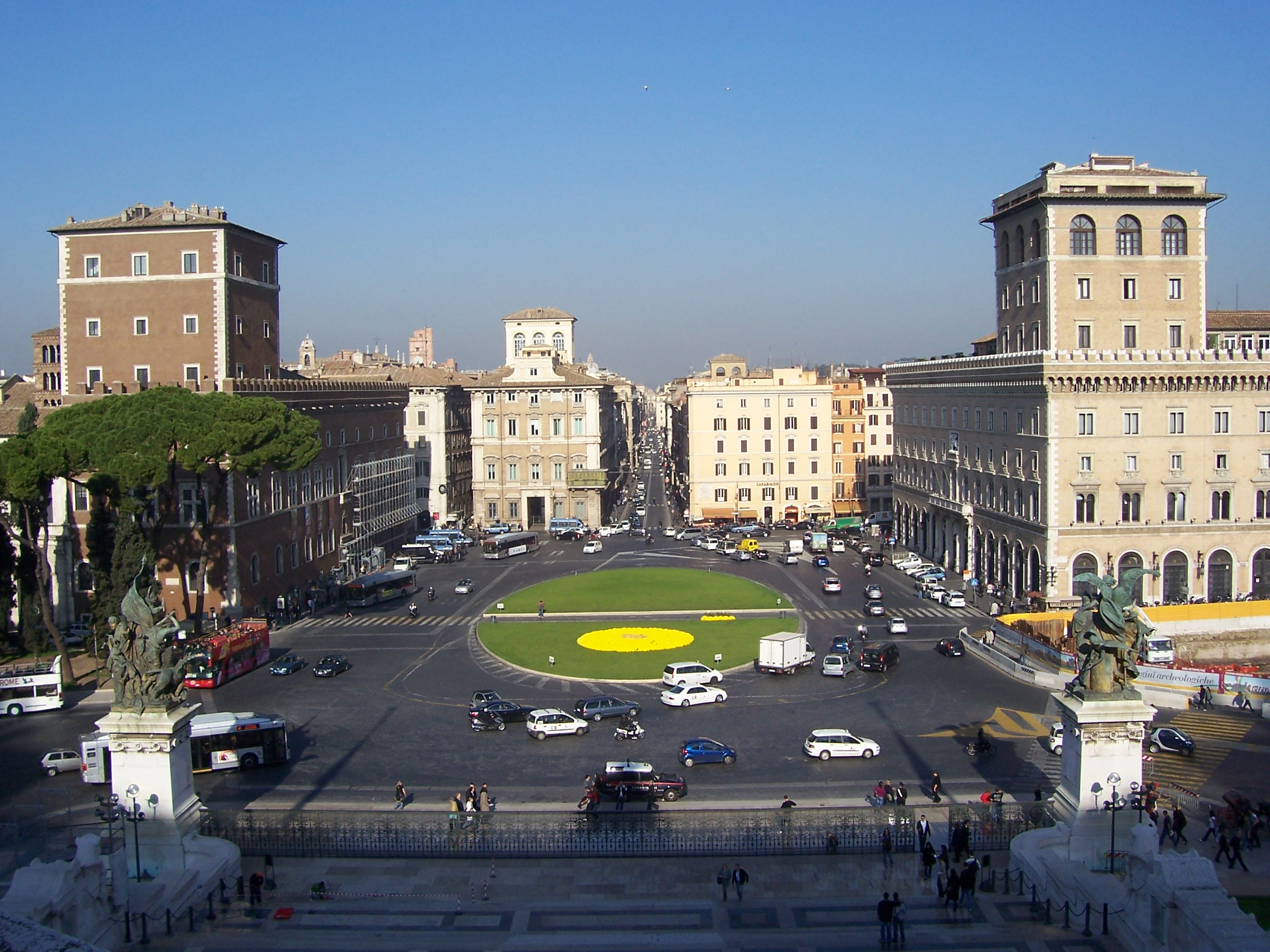
Piazza Venezia gezien vanaf het monument voor Victor Emanuel II

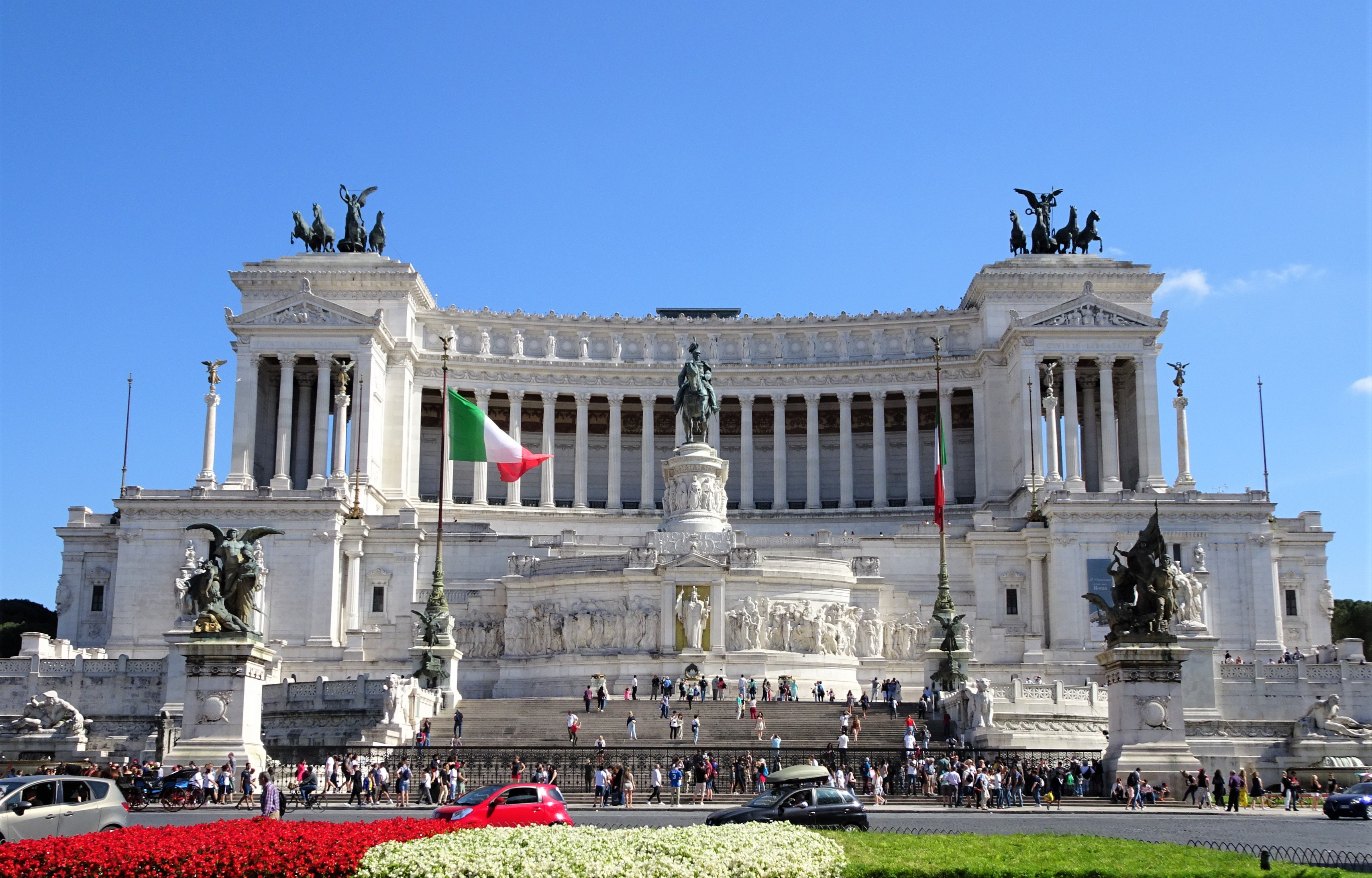
Het monument van Victor Emanuel II gezien vanuit Piazza Venezia

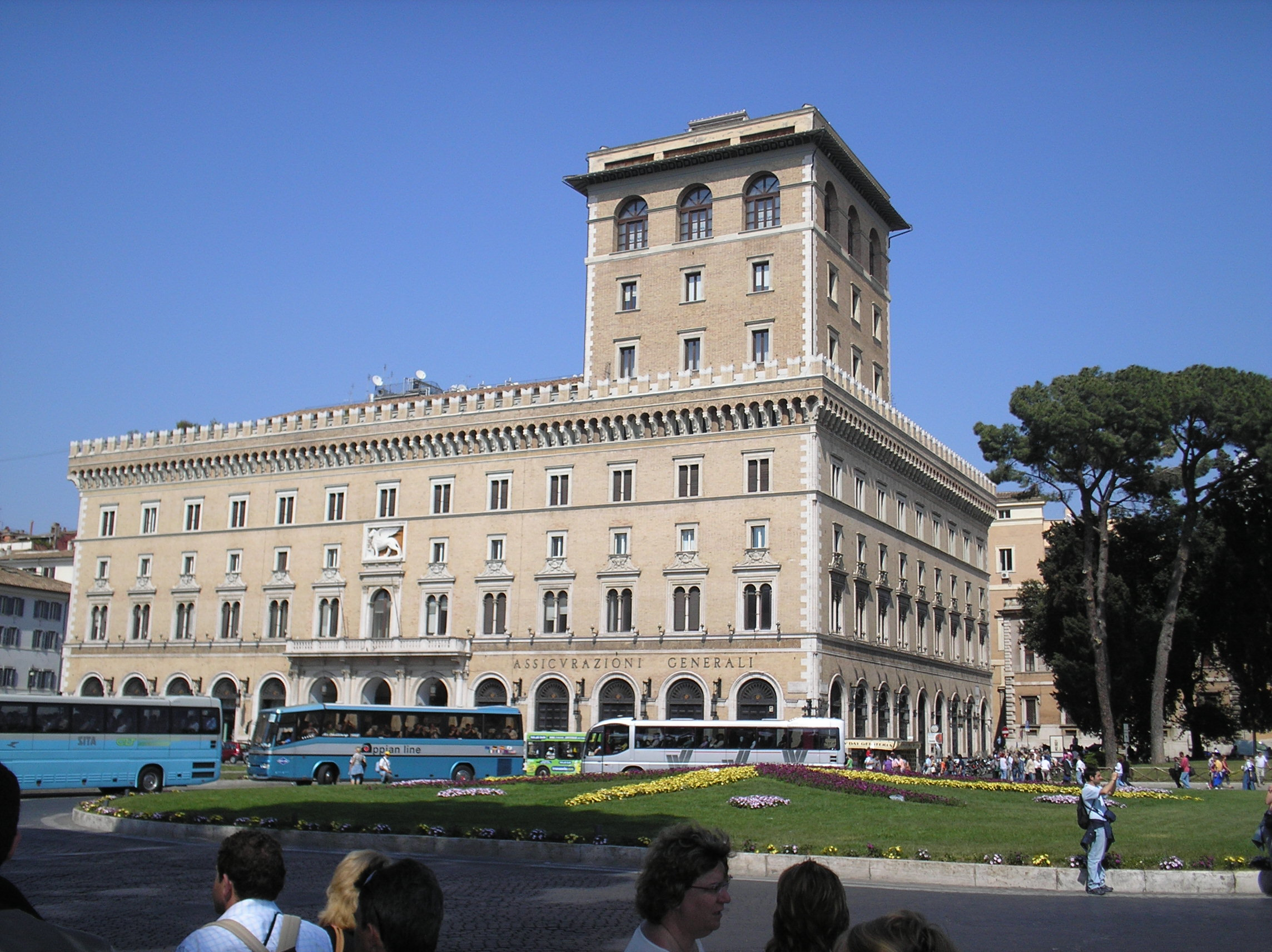
het Palazzo delle Assicurazioni Generali

Piazza Venezia is het centrale plein van de Italiaanse hoofdstad Rome, gelegen aan de voet van de Capitolijn. Het ontleent zijn naam aan het Palazzo Venezia, dat aan de westzijde van het plein ligt.

## Beschrijving
Op dit rechthoekige plein komt een aantal van de grootste verkeersaders van Rome uit: beginnend in het noorden en verdergaand in uurwijzerzin zijn dat de Via del Corso, de Via Cesare Battisti (het verlengde van de Via Quattro Novembre en de Via Nazionale), de Piazza della Madonna di Loreto die de overgang vormt naar de Via dei Fori Imperiali, en de Piazza di San Marco die leidt naar de Via del Teatro di Marcello.
Door die centrale ligging heeft Piazza Venezia heeft een belangrijke rol als verkeersplein. Ondanks de onafgebroken verkeersstroom zijn verkeerslichten niet aanwezig; vroeger werd het verkeer vaak door politieagenten geregeld.
Daarnaast is het plein een toeristische trekpleister. Het aanzicht ervan wordt volledig gedomineerd door het enorme witte monument van Victor Emanuel II. Andere bezienswaardigheden in de onmiddellijke nabijheid van het plein zijn:
- het Palazzo Venezia,
- de Basilica di San Marco en het ernaast opgestelde borstbeeld met de bijnaam Madama Lucrezia,
- het Palazzo Bonaparte,
- de Domus romane di Palazzo Valentini,
- het Athenaeum van Hadrianus.

Reeds vele jaren zijn (voornamelijk ondergrondse) graafwerken aan de gang voor de aanleg van lijn C van de metro van Rome door het centrum van de stad. Ook bij Piazza Venezia zal er een metrostation komen, Venezia. Het is bij de graafwerken daarvoor dat de funderingen van het Athenaeum van Hadrianus werden ontdekt.

## Geschiedenis

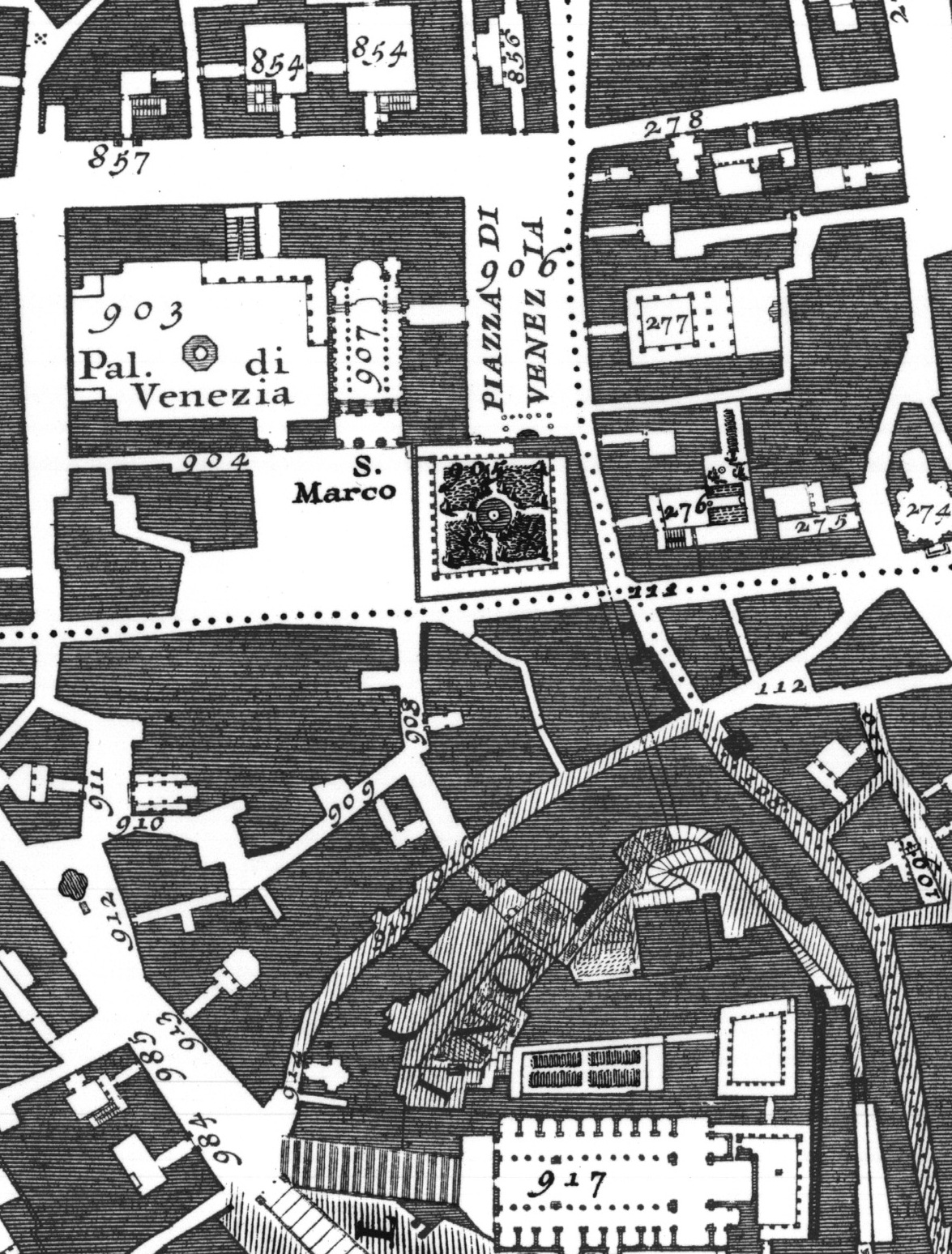
Plan van Giovanni Battista Nolli (1748): onder de woorden "Piazza di Venezia" ligt Palazzetto Venezia, en rechts van die woorden het Palazzo Bolognetti-Torlonia. De Via del Corso begint bovenaan naast de stippellijn.

Het plein werd door paus Paulus II aangelegd naast het palazzo dat hij vanaf 1455 heeft laten bouwen en dat een eeuw later de naam Palazzo Venezia kreeg. Ook het plein, dat oorspronkelijk Piazza di San Marco heette, kreeg toen de naam Piazza Venezia.
Vanaf 1466 liet Paulus II op dit plein de paardenkoers eindigen, corsa dei bàrberi genaamd, die tot in 1882 jaarlijks met carnaval doorging. De paarden renden zonder ruiter doorheen de Via del Corso, en werden opgevangen in de ripresa dei barberi ("de opvang van de paarden"), dit is de niet meer bestaande straat ten zuidoosten van Piazza Venezia.
Zoals te zien is op het plan van Nolli uit 1748 was Piazza Venezia oorspronkelijk driemaal kleiner  dan nu:
- aan de zuidzijde werd het plein afgesloten door Palazzetto Venezia, dat paus Paulus II had gebouwd als privétuin voor Palazzo Venezia;
- aan de oostzijde werd het afgesloten door het Palazzo Bolognetti-Torlonia, dat in de 19de eeuw werd gekocht door de rijke bankiersfamilie Torlonia en een van de weelderigste ingerichte palazzi van Rome werd. De gevel van dit palazzo lag in het verlengde van de Via del Corso, wat maakt dat Piazza Venezia toen slechts half zo breed was alsnu.

Vanaf 1885 werd het Vittoriano gebouwd op de noordelijke flank van de Capitolijn . Omdat men dit monument aanzien wilde verlenen en vanuit het noorden (Via del Corso) vrij uitzicht   op het Vittoriano wilde bieden, moesten een aantal gebouwen op Piazza Venezia wijken:
- Palazzo Torlonia en een aantal huizen aan de oostzijde van het plein werden in 1903 volledig afgebroken.
- Palazzetto Venezia werd steen voor steen afgebroken in 1909-1911, en werd daarna in licht gewijzigde vorm 100 meter meer westwaarts heropgebouwd, aan de andere zijde van Piazza San Marco.

Aan de oostzijde van Piazza Venezia werd in 1906 het Palazzo delle Assicurazioni Generali opgericht, duidelijk als spiegelbeeld van Palazzo Venezia aan de westzijde. Op de gevel van dit nieuwe gebouw prijkt het halfreliëf van de leeuw van Venetië, afkomstig uit de stad Padua (16de eeuw). Aan de zijkant van het gebouw (naar de Piazza della adonna di Loreto toe) is een opschrift dat eraan herinnert dat ongeveer op die plaats het huis stond waar Michelangelo Buonarroti had gewoond. Ook dat huis is afgebroken samen met Palazzo Torlonia en de omliggende huizen.
Nadat Benito Mussolini in 1929 de zetel van zijn fascistische regering en zijn eigen kantoor had ondergebracht in Palazzo Venezia, hernoemde hij het plein in Foro d'Italia. Op dit plein moest het volk komen luisteren naar de opzwepende redevoeringen die hij meermaals hield vanaf het centrale balkon van Palazzo Venezia. Na de Tweede Wereldoorlog kreeg het plein zijn vorige naam terug.

## Afbeeldingen

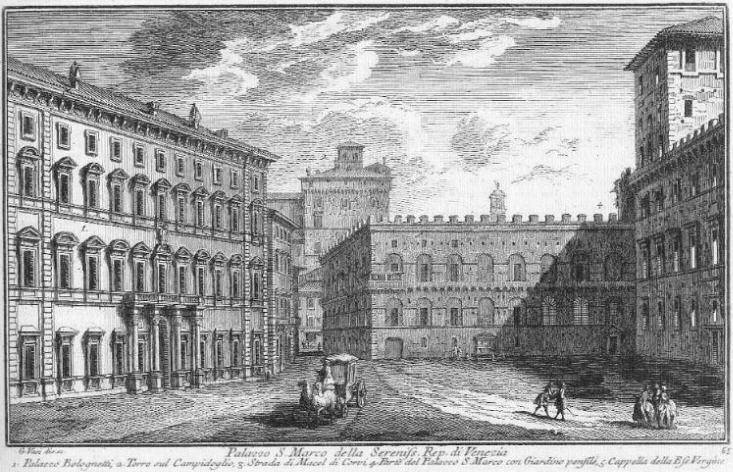
Giuseppe Vasi (midden 18de eeuw): links Palazzo Bolognetti (later Torlonia), achteraan Palazzetto Venezia, rechts Palazzo Venezia.
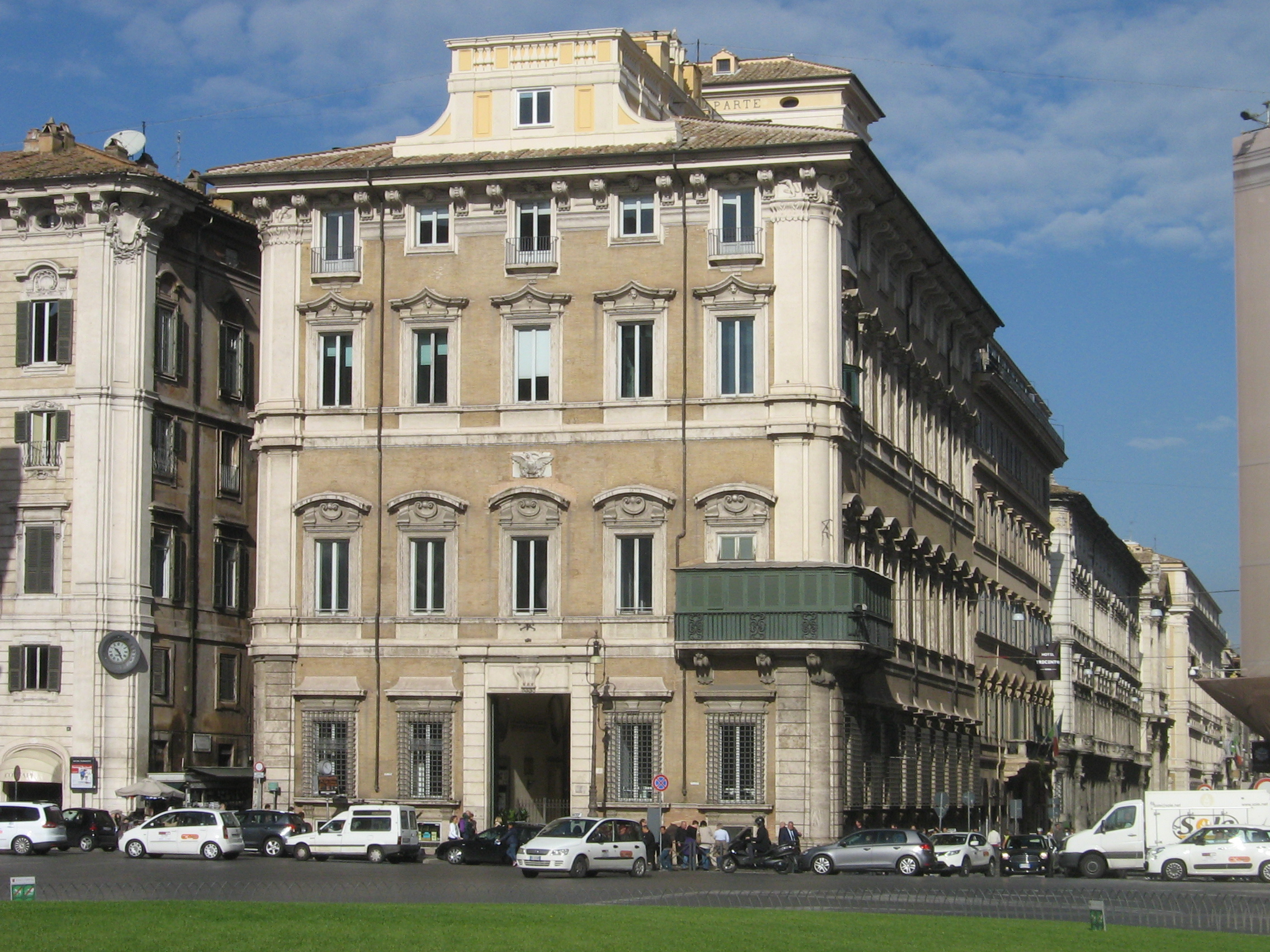
Palazzo Bonaparte op de hoek van Piazza Venezia en de Via del Corso
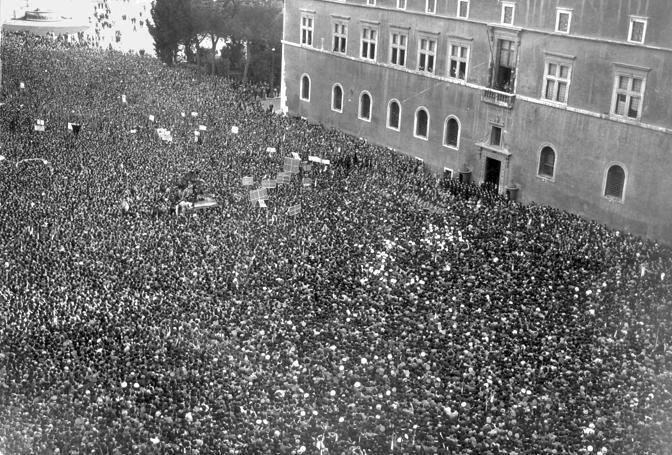
Van op het centrale balkon van Palazzo Venezia roept Mussolini op 10 juni 1940 de oorlog uit ten overstaan van de volksmassa die is samengestroomd op Piazza Venezia.

## Geraadpleegde bronnen
- (it)  Touring Club Italiano, Guida d'Italia: Roma, p.174-175 en p. 232, Milano 1993 (8e ed.).

Campo de' Fiori · Forum Boarium · Largo di Torre Argentina · Piazza Augusto Imperatore · Piazza Colonna · Piazza del Campidoglio · Piazza del Popolo · Piazza della Minerva · Piazza della Repubblica · Piazza di Spagna · Piazza Farnese · Piazza Navona · Piazza Pio XII · Piazza San Pietro · Piazza Venezia